# Faqing (socken i Kina, Guizhou)
Faqing (kinesiska: 发箐, 发箐苗族彝族乡) är en socken i Kina. Den ligger i provinsen Guizhou, i den sydvästra delen av landet, omkring 170 kilometer väster om provinshuvudstaden Guiyang.